# رصدخانه گرین بانک
رصدخانه گرین بانک (انگلیسی: Green Bank Observatory)، که پیش از این به نام (رصدخانه ملی اخترشناسی رادیویی، گرین بانک) نام داشت یک رصدخانه اخترشناسی است که در منطقه آرام رادیو ملی ایالات متحده در گرین بانک، ویرجینیای غربی، ایالات متحده واقع شده‌است و مجری رادیو تلسکوپ گرین بنک (Green Bank Robert C. Byrd)، بزرگترین رادیو تلسکوپ کاملاً هدایت شونده در جهان است.
این رصدخانه به عنوان رصدخانه رادیویی بنیاد ملی علوم (NSF) در سال ۱۹۵۶ تأسیس شد و نخستین مشاهدات خود را در سال ۱۹۵۸ انجام داد.این مرکز تا سال ۱۹۶۶ به عنوان مرکز (NRAO) به ارائهٔ خدمات می‌پرداخت، این مرکز از آن پس به عنوان رصدخانه اخترشناسی رادیویی ملی، گرین بانک شناخته شد.
به دنبال توصیه ۲۰۱۲ که بموجب آن NSF تا ۱ اکتبر ۲۰۱۶ به‌طور کامل از کمک‌های موسسه‌های عمومی محروم شود، در ۱ اکتبر ۲۰۱۶ این واگذاری انجام شد، و رصدخانه به یک مؤسسهٔ مستقل تبدیل گردید.